# سفارة الدنمارك في المملكة المتحدة
سفارة الدنمارك في المملكة المتحدة هي أرفع تمثيل دبلوماسي لدولة الدنمارك لدى المملكة المتحدة. تقع السفارة في كنزينغتون وهي تهدف لتعزيز المصالح الدنماركية في المملكة المتحدة.

## وصلات خارجية
- الموقع الرسمي
- قائمة سفارات الدنمارك
- قائمة السفارات في المملكة المتحدة